# Matthias Floderus
Matthias Floderus, född 10 juli 1766 i Uppsala, död 13 december 1822 i Rasbo, var en svensk filolog och präst. 

## Biografi
Floderus var son till professorn i grekiska vid Uppsala universitet Johan Floderus och dennes hustru Ulrica Asp. Som 19-åring ansågs han av akademikanslern i Uppsala vara en landets lärdaste ynglingar och blev utnämnd till extra ordinarie amanuens vid universitetsbiblioteket i Uppsala. 1786 var han med och grundade Historiska Sällskapet i Uppsala.
Floderus akademiska gärning består främst i en historisk beskrivning av grekiska som akademiskt ämne i Sverige, publicerad i fyra delar på latin mellan 1785 och 1789. Han blev docent i grekiska och hebreiska 1789, adjunkt 1790.
År 1791 blev han prästvigd. Under jubelfesten av Uppsala möte 1793 höll han ett antikatolskt tal mot på latin. År 1797 utnämndes Floderus till kyrkoherde i Rasbo socken men tillträdde tjänsten först två år senare. I samband med Karl XIII:s kröning 1809 utnämndes han till doktor i teologi. 1812 blev han ledamot och historiegraf i Nordstjärneorden.
Omkring 1816 förvärvade Floderus herrgården Halmbyboda i Funbo socken, som han dock aldrig bebodde.
I december 1822 insjuknade familjen på prästgården i Rasbo och inom loppet av två veckor dog Floderus, äldste sonen och enda dottern i lunginflammation.
I unga år blev Matthias Floderus god vän med Claes Adolph Fleming när denne som 10-åring kom till Uppsala. Vänskapen bestod livet ut och de sågs när Fleming vistades på sin egendom Lydinge.